# Реактивний двигун

Схема реактивного авіадвигуна:
1) Впуск повітря
2) Компресор низького тиску
3) Компресор високого тиску
4) Горіння
5) Вихлоп
6) Гарячий тракт
7) Турбіна
8) Камера згорання
9) Холодний тракт
10) Повітрозабірник

Реакти́вний двигу́н / руші́й — двигун-рушій, що створює реактивний рух внаслідок швидкого витікання робочого тіла із сопла, найчастіше робочим тілом є гарячі гази, що утворюються внаслідок спалювання палива у камерах згоряння. Бувають турбореактивні, пульсаційні (безкомпресорні), прямоточні (ефективно працюють лише за надзвукових швидкостей) та ракетні двигуни. Реактивний двигун не може працювати без кисню, який надходить з повітрозабірника.

## Різновиди
- Ракетний двигун
- Повітряно-реактивний двигун
- Турбореактивний двигун

## Авіаційні реактивні і газотурбінні двигуни
На відміну від поршневих двигунів, робочий процес у реактивних двигунах здійснюється безупинно. У камеру згоряння авіаційних реактивних двигунів роздільно подаються паливо з паливних баків і повітря, що забирається з атмосфери. Повітря піддається стиску, проходячи через дифузор (у прямоточних реактивних двигунах) чи турбіну. Відповідно до перетворень, яким піддається горюча суміш, камеру згоряння умовно поділяють на три зони. У першій паливо випаровується й утворює горючу суміш. У другій відбувається згоряння паливно-повітряної суміші. У третій продукти згоряння, температура яких досягає 2300 °C, розбавляються повітрям, після чого їх можна подавати на турбіну, не побоюючись зруйнувати її лопасті. На виході з турбіни гази потрапляють у форсажну камеру. Сюди при необхідності подається додаткова порція палива, при згорянні якої одержують додаткову потужність.
Згоряння реактивних палив супроводжується утворенням нагару на форсунці, головці і стінках робочої камери. Нагар утворюється тим більше, чим вище температура кипіння, в'язкість і густина палива, а також вміст у ньому ароматичних вуглеводнів. Нагароутворення змінює гідравлічні характеристики форсунок, якість розпилення погіршується, що приводить до підвищеної димності двигуна. Робочий процес у газотурбінних установках подібний до процесу, що протікає в реактивних двигунах. В тому і в іншому випадку в камеру згоряння роздільно подають паливо і стиснене повітря. У першій зоні відбувається сумішоутворення, потім виникають зони активного горіння і догорання суміші. Продукти згоряння обертають колесо газової турбіни. Істотною відмінністю є те, що в газотурбінних установках немає форсажної камери. У газових турбінах продукти згоряння також розбавляються великою кількістю повітря, у результаті чого температура знижується з 1800—2000 °C до 600—850 °C. Таким чином, загальна кількість повітря, що витрачається, у кілька разів більша за стехіометрично необхідну. Однак кількість первинного повітря, яке подається в камеру згоряння, становить 25—35 % від усієї кількості, так що коефіцієнт його надлишку при горінні дорівнює 1,1—1,5. Через великі втрати тепла ККД найпростіших газотурбінних установок становить 20—26 %, комбінованих (обладнаних дизель-генератором із наддувом) — до 40 %.
Стаціонарні газотурбінні установки при відповідній підготовці можуть споживати всі види палива, включаючи тверде (пилоподібне) і газоподібне.